# Museo dell'olivo Carlo Carli
Il Museo dell'Olivo "Carlo Carli" è un museo privato multimediale dedicato alla storia della pianta di olivo e dell'olio di oliva, situato ad Imperia, all'interno degli stabilimenti della Fratelli Carli.

## Storia
Il museo nasce dal grande amore per il collezionismo e per il prezioso albero d'ulivo della Famiglia Carli, in particolare del Cav. del Lav. Carlo Carli, che ha voluto esplorare, attraverso l'esposizione della raccolta ottenuta in tanti anni, tutti gli aspetti possibili dell'universo olivo cosi da poter soddisfare la curiosità di una famiglia e, quando decise di crearlo, venne facile pensare che il luogo adatto fosse dentro le mura dell'azienda, all'interno della vecchia sede della Fratelli Carli. Fu inaugurato nel maggio del 1992 e, nell'anno successivo, ricevette la Menzione Speciale del Premio del museo europeo dell'anno per l'eccezionale lavoro che fu svolto nel progetto espositivo.

## Percorso museale
Il percorso si suddivide in 18 sale, ognuna inerente ad un specifico argomento o momento storico inerente all'olivo e all'olio.
Le sale sono cosi suddivise:

### Sala 1 - La storia dell'olivo
È la prima sala del museo, attraverso l'ascolto della voce narrante e la visione di reperti unici (come la sezione di un tronco fossilizzato di un ulivo selvatico di 12 milioni di anni), si apre il viaggio attraverso la storia dell'ulivo.

### Sala 2 - Botanica e Olivicoltura
In questa sala vengono spiegate le caratteristiche botaniche dell'albero e come veniva coltivato, mediante l'esposizione di antichi attrezzi agricoli.

### Sala 3 - I doni dell'olivo
All'interno di questa stanza ci viene spiegato come l'uomo ha sfruttato al meglio i doni della pianta in ogni modo possibile, come fonte per alimentare la luce di vecchie lampade al uso medico e come semplice unguento.

### Sala 4 - Il viaggio dell'olio e dell'olivo
A questo punto ci viene mostrato come l'olio ha viaggiato attraverso il Mediterraneo ed è stato testimone della creazione di importanti Civiltà.

### Sala 5 - L'oriente. Inizio del viaggio
Invece in questa stanza viene raccontato l'inizio del viaggio dell'olio. Dalle terre Libanesi, dentro vasi in pietra, fino ad arrivare in Spagna e il tutto sempre accompagnato dalla testimonianza dei reperti storici della collezione.

### Sala 6 - La Grecia, la terra degli olivi sacri
Dove possiamo trovare prove dell'importanza dell'olio se non nell'antica Grecia, luogo in cui l'olivo era il simbolo della città di Atene ed in questa stanza viene raccontato grazie ai vasi esposti e alle scene raffigurate.

### Sala 7 - L'Italia
In questa stanza viene mostrato l'arrivo dell'olio nelle terre della nostra Italia e come fu coltivato e commercializzato dai vari popoli.

### Sala 8 - La Spagna. Fine del viaggio alle colonne d'Ercole
Il nostro olivo arriva nella Penisola Iberica e, come ci viene raccontato, viene scambiato (insieme a gioielli, avori e altra merce di lusso) dai mercanti per acquistare i metalli di cui la Spagna al tempo era ricca, ovvero oro, argento e rame.
Si può anche ammirare alcuni dei frammenti di anfore olearie come quelle che formano il Monte Testaccio.

### Sala 9 - Olio per la bellezza
In questa stanza si può vedere come l'olio è stato utilizzato negli anni come uno degli ingredienti principali per qualsiasi tipo di unguento e prodotto cosmetico.

### Sala 10 - La nostra Liguria

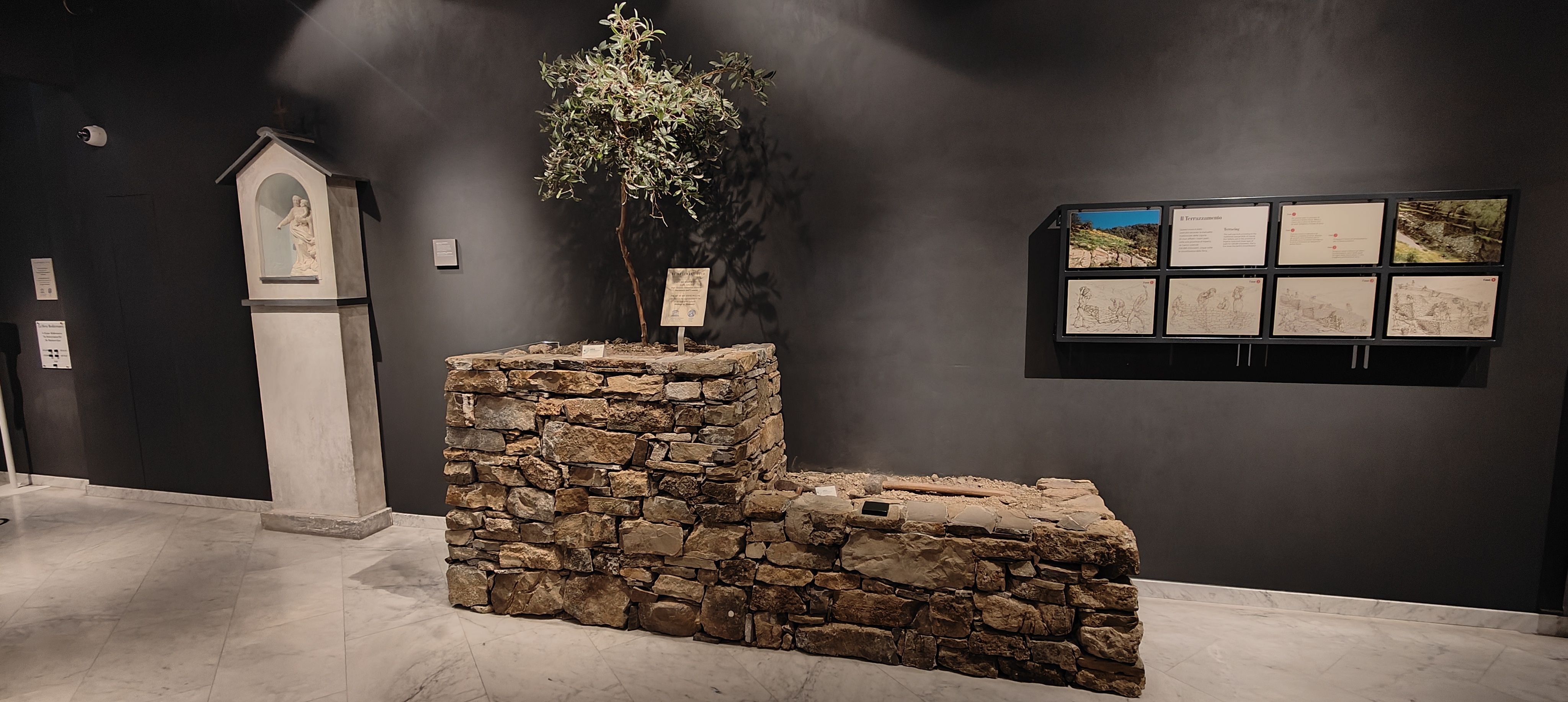
Ricostruzione di un muro a secco

In questa stanza ci si concentra nell'olio come protagonista e testimone della nascita e crescita delle terre della Liguria.

### Sala 11 - La Dieta Mediterranea
attraverso l'utilizzo di vari filmati, viene spiegato come l'olio è uno dei componenti principali della Dieta mediterranea.

### Sala 12 - Frantoio a trazione animale, il "Gumbu"

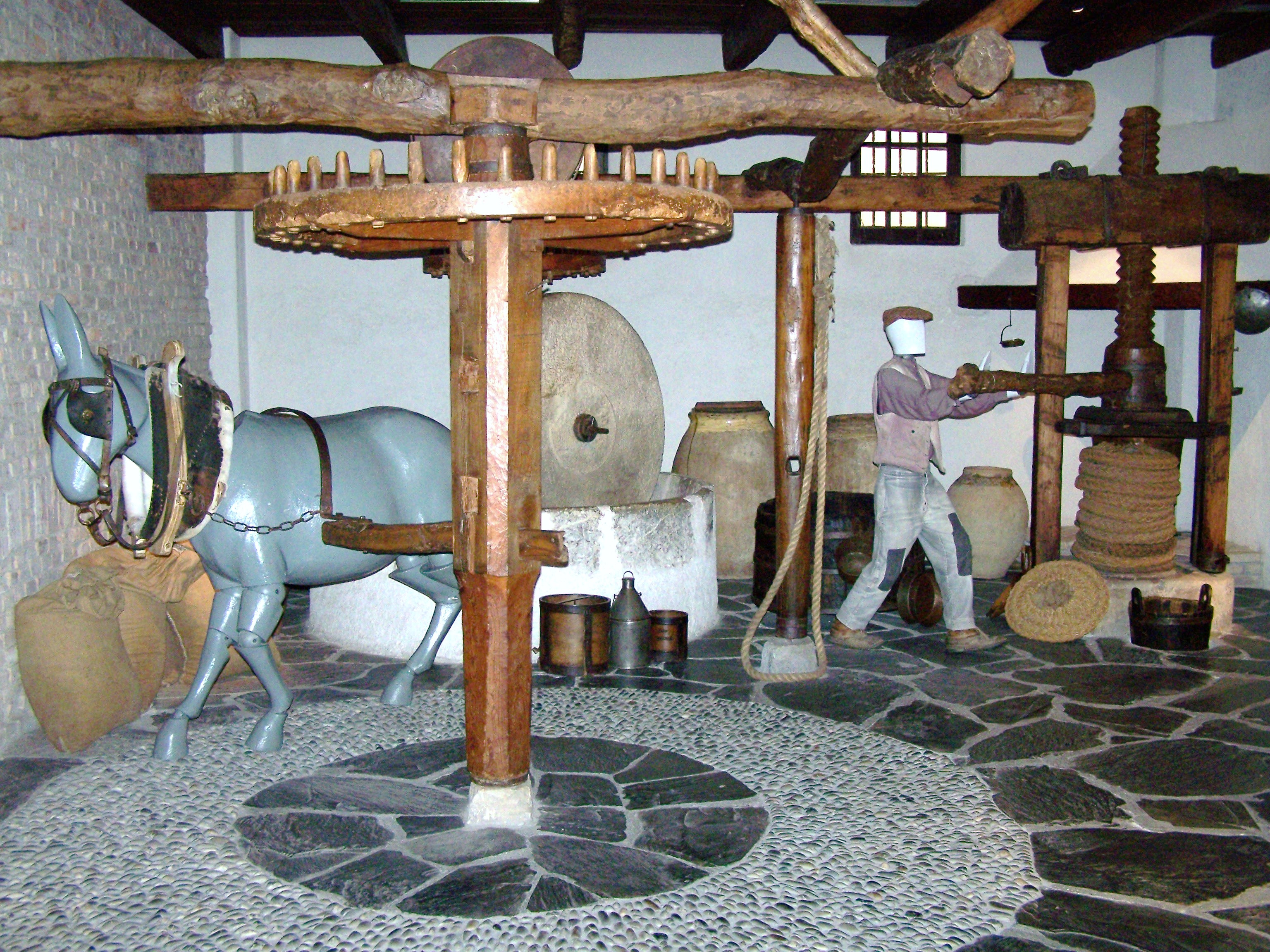
Riproduzione del frantoio

Invece in questa stanza, dove si può ammirare la riproduzione di un tipico frantoio ligure (in dialetto "U Gumbu"), viene spiegato l'utilizzo del frantoio stesso.

### Sala 13 - La produzione dell'olio

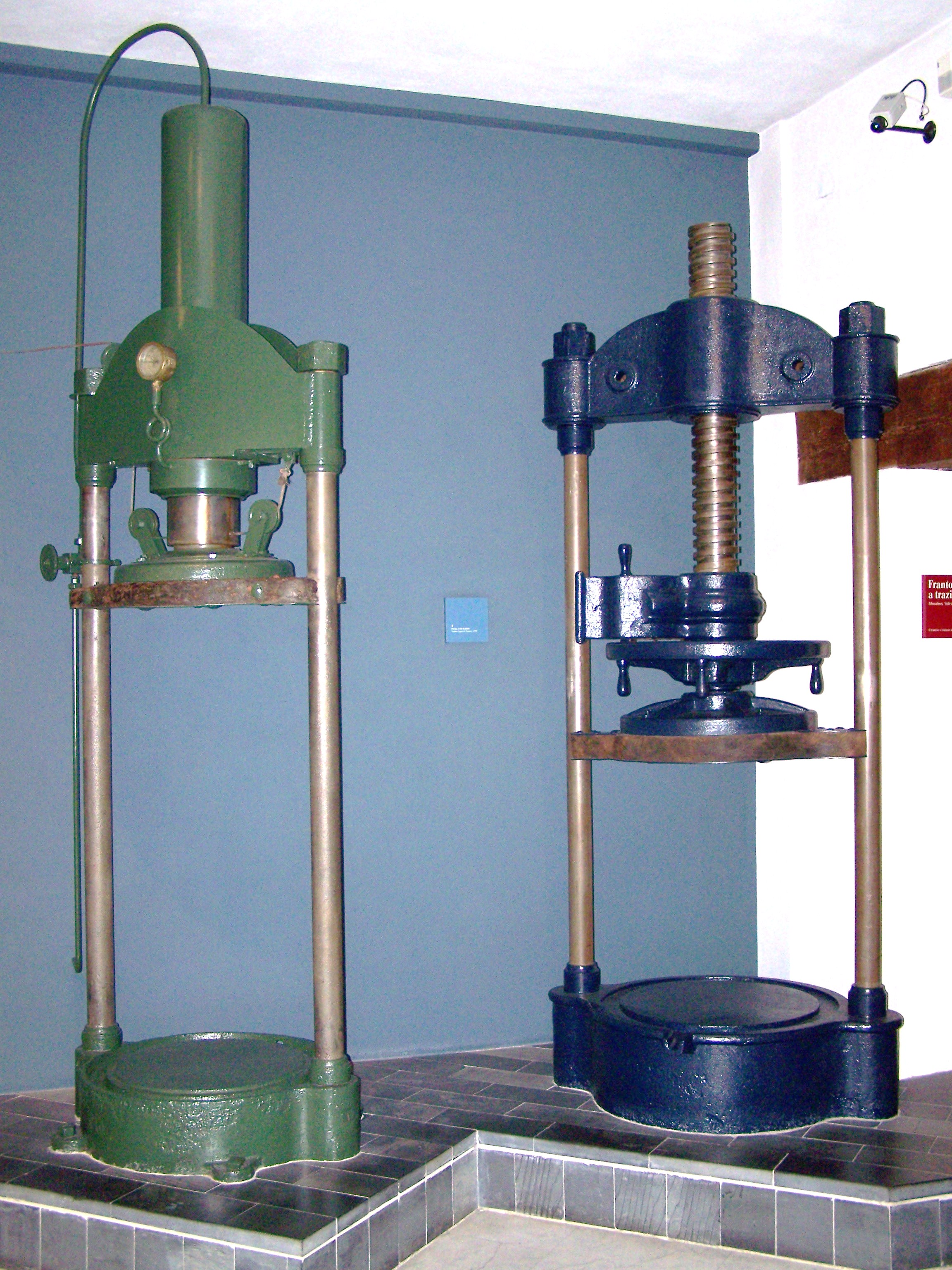
Macchinaeri per la produzione dell'olio

La produzione dell'olio stesso è stata oggetto di studi e perfezionamenti da parte dell'uomo e veniva misurato e controllato attraverso pesi e volumi stabiliti dalle autorita. Qui si possono osservare gli vari strumenti e macchinari utili a queste manzioni.

### Sala 14 - Frantoio a trazione idraulica
Dove si potevano sfruttare i corsi d'acqua, si creavano i frantoi a trazione idraulica e in questa stanza ne viene mostrato il procedimento e tutti i vari e complessi meccanismi.

### Sala 15 - Il commercio oleario

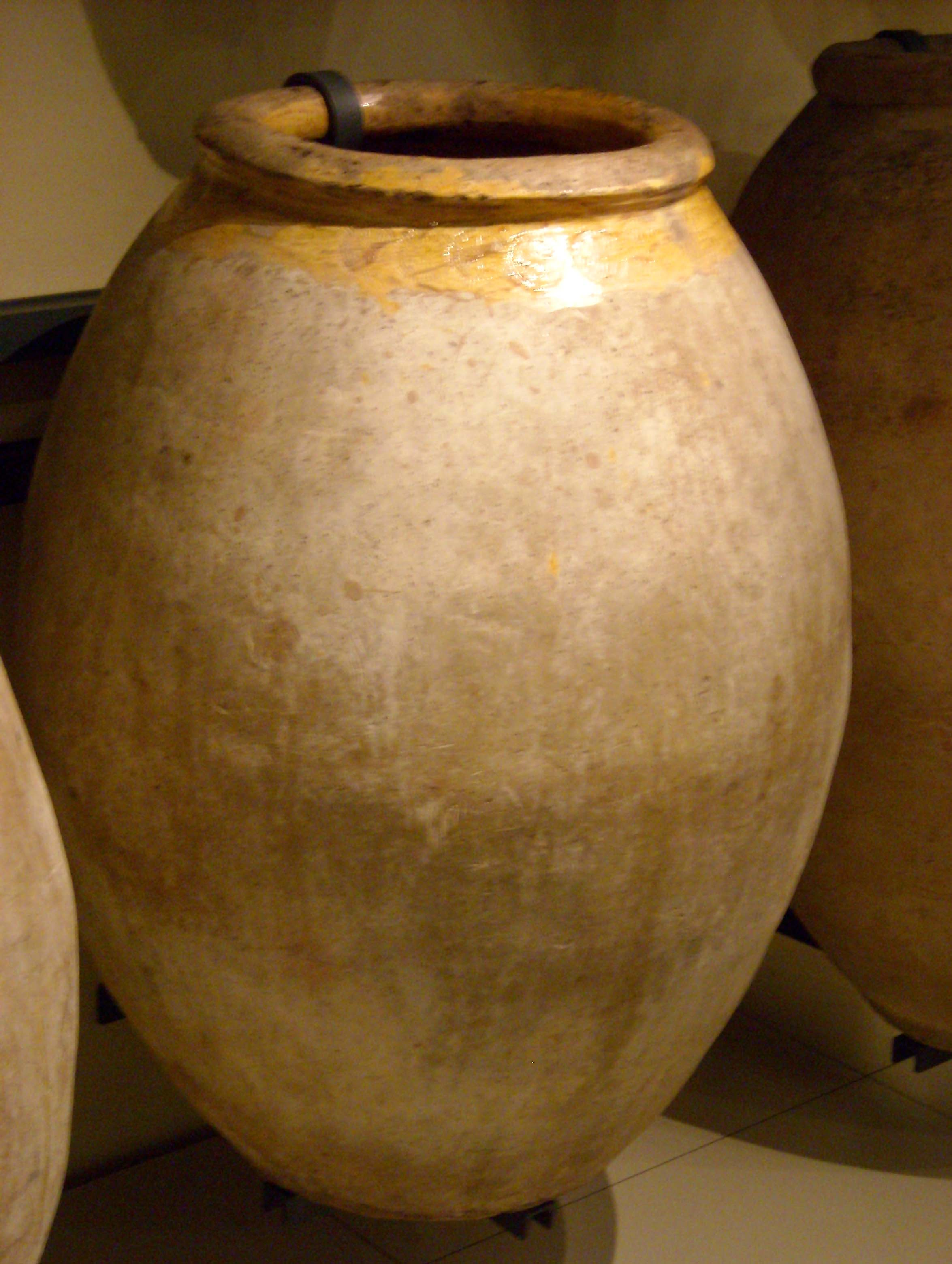
Giara in ceramica per la conservazione dell'olio

Per poter commercializzare al meglio l'olio, bisognava conservarlo nel migliore dei modi, il più comune di tutti era la conservazione con le giarie. In questa stanza viene spiegato questo e tutti gli altri aspetti del commercio del prezioso frutto.

### Sala 16 - Ricostruzione di una stiva romana
Il modo migliore e più economico per trasportare l'olio era via mare e in questa stanza viene riprodotto l'interno di una nave, più precisamente la stiva, per farci capire al meglio il metodo utilizzato.

### Sala 17 - L'olivo l'albero divino
l'olio e l'olivo sono stati anche simboli preziosi nelle varie religioni del mondo.

### Sala 18 - Le collezioni della Famiglia Carli
Infine viene esposta la preziosa collezione della Famiglia Carli, come testimonianza della complessa e bellissima storia che viene mostrata all'interno del museo.

## Curiosità
Il Museo Carli è l'ambientazione principale di un libro speciale di Geronimo Stilton, intitolato Una stratopica avventura che dura da 100 anni, in occasione del centenario dell'azienda olearia.